# 瀬川純子
瀬川 純子（せがわ すみこ、旧姓：江戸（えど）、1939年（昭和14年）4月29日 - 2015年（平成27年）4月25日）は、日本のヴィオラ奏者、桐朋学園大学名誉教授。水戸室内管弦楽団メンバー。

## 人物
三井不動産社長を務めた江戸英雄の次女として生まれる。数え年四つの頃からピアノを習い、母・弘子も講師を務めた子供のための音楽教室で学ぶ。
1959年桐朋学園短期大学（現：桐朋学園大学音楽学部）管弦打楽器専攻を卒業。齋藤秀雄等に師事する。プロ・ムジカ弦楽四重奏団に参加し、1962年度の毎日芸術賞を受賞する。
小児科医の瀬川昌也との結婚後も仕事を続け、1971年桐朋学園大学音楽学部講師、その後助教授、教授を歴任。また水戸室内管弦楽団などで活躍し、多くの弟子を育てた。
2015年4月25日、肺腺癌により死去。75歳没。
ヴァイオリニストの瀬川祥子は長女。

## 受賞
- 1962年 - 毎日芸術賞
- 1972年 - 芸術選奨
- 1992年 - 飛騨石川音楽大賞奨励賞
- 1994年 - 飛騨石川音楽大賞芸術祭賞
- 1994年 - 中島健蔵音楽賞